# Saint-Paul, Haute-Vienne
Saint-Paul (tiếng Occitan: Sent Paul) là một xã của tỉnh Haute-Vienne, thuộc vùng Nouvelle-Aquitaine, miền trung nước Pháp.